# Rougeotiana harmonica
Rougeotiana harmonica är en fjärilsart som beskrevs av George Francis Hampson 1895. Rougeotiana harmonica ingår i släktet Rougeotiana och familjen mätare. Inga underarter finns listade.